# طاهر محمد طاهر
طاهر محمد طاهر مواليد 7 مارس 1997،لاعب مصري يلعب حالياً في الأهلي المصري ويمثل منتخب مصر تحت سن 23 سنة.